# Tam Giang, Cà Mau
Tam Giang là một xã thuộc tỉnh Cà Mau, Việt Nam.

## Địa lý
Xã Tam Giang có vị trí địa lý:
- Phía đông giáp Biển Đông
- Phía tây giáp xã Năm Căn
- Phía nam giáp xã Tân Ân
- Phía bắc giáp xã Quách Phẩm và xã Thanh Tùng.

Xã Tam Giang có diện tích 205,2 km², dân số năm 2024 là 23.277 người, mật độ dân số đạt 113 người/km².

## Lịch sử
Ngày 20 tháng 9 năm 1975, Bộ Chính trị ban hành Nghị quyết số 245-NQ/TW về việc hợp nhất tỉnh Bạc Liêu, tỉnh Cà Mau và 2 huyện An Biên, Vĩnh Thuận (ngoại trừ 2 xã Đông Yên và Tây Yên) của tỉnh Rạch Giá thành một tỉnh mới, tên gọi tỉnh mới cùng với nơi đặt tỉnh lỵ sẽ do địa phương đề nghị lên.
Ngày 20 tháng 12 năm 1975, Bộ Chính trị ban hành Nghị quyết số 19/NQ về việc hợp nhất tỉnh Bạc Liêu và tỉnh Cà Mau thành một tỉnh mới, tên gọi tỉnh mới cùng với nơi đặt tỉnh lỵ sẽ do địa phương đề nghị lên.
Ngày 24 tháng 2 năm 1976, Chính phủ Cách mạng Lâm thời Cộng hòa miền Nam Việt Nam ban hành Nghị định số 3/NQ/1976 về việc hợp nhất tỉnh Bạc Liêu và tỉnh Cà Mau thành một tỉnh mới, lấy tên là tỉnh Bạc Liêu – Cà Mau.
Ngày 10 tháng 3 năm 1976, Chính phủ ban hành Nghị quyết về việc thành lập tỉnh Minh Hải trên cơ sở đổi tên tỉnh Bạc Liêu – Cà Mau.
Ngày 25 tháng 7 năm 1979, Hội đồng Chính phủ ban hành Quyết định số 275-CP về việc:
- Chia xã Tân An thuộc huyện Năm Căn thành xã Tam Giang và xã Tân An.
- Chia nửa xã Quách Thẩm B thuộc huyện Năm Căn thành 3 xã: Thanh Tùng, Tân Điền, Hiệp Tùng.

Ngày 17 tháng 12 năm 1984, Hội đồng Chính phủ ban hành Quyết định số 168-HĐBT về việc đổi tên huyện Năm Căn thành huyện Ngọc Hiển. Khi đó, xã Hiệp Tùng và xã Tam Giang thuộc huyện Ngọc Hiển.
Ngày 6 tháng 11 năm 1996, Quốc hội ban hành Nghị quyết về việc chia tỉnh Minh Hải thành Bạc Liêu và tỉnh Cà Mau. Khi đó, xã Hiệp Tùng và xã Tam Giang thuộc huyện Ngọc Hiển, tỉnh Cà Mau.
Ngày 29 tháng 8 năm 2000, Chính phủ ban hành Nghị định số 41/2000/NĐ-CP về việc:
- Thành lập xã Tam Giang Tây thuộc huyện Ngọc Hiển trên cơ sở 9.235 ha diện tích tự nhiên và 6.672 người của xã Tam Giang.
- Thành lập xã Tam Giang Đông thuộc huyện Ngọc Hiển trên cơ sở 9.530,79 ha diện tích tự nhiên và 5.468 người của xã Tam Giang.

Sau khi điều chỉnh địa giới hành chính, xã Tam Giang có 9.652 ha diện tích tự nhiên và 9.398 nhân khẩu.
Ngày 17 tháng 11 năm 2003, Chính phủ ban hành Nghị định số 138/2003/NĐ-CP về việc:
- Thành lập huyện Năm Căn thuộc tỉnh Cà Mau.
- Chuyển xã Hiệp Tùng và xã Tam Giang thuộc huyện Ngọc Hiển về huyện Năm Căn mới thành lập quản lý.

Ngày 9 tháng 12 năm 2020, HĐND tỉnh Cà Mau ban hành Nghị quyết số 28/NQ-HĐND về việc:
1. Xã Hiệp Tùng
- Sáp nhập ấp Nàng Kèo vào ấp Rạch Vẹt.

2. Xã Tam Giang
- Sáp nhập ấp Vườn Kiểng vào ấp Nhà Luận.

Tính đến ngày 31/12/2024:
- Xã Hiệp Tùng có 5 ấp: 4, 5, 7B, Hiệp Tùng, Rạch Vẹt.
- Xã Tam Giang có 9 ấp: Bến Dựa, Bông Súng, Chà Là, Kinh 17, Lung Đước, Lung Ngang, Nhà Hội, Nhà Luận, Tràng Lớn.
- Xã Tam Giang Đông có 6 ấp: Bỏ Hủ, Hố Gùi, Kinh Ba, Mai Hoa, Mai Vinh, Vinh Hoa.

Ngày 12 tháng 6 năm 2025, Quốc hội ban hành Nghị quyết số 202/2025/QH15 về việc sắp xếp đơn vị hành chính cấp tỉnh (nghị quyết có hiệu lực từ ngày 12 tháng 6 năm 2025). Theo đó, sáp nhập tỉnh Bạc Liêu vào tỉnh Cà Mau.
Ngày 16 tháng 6 năm 2025, Ủy ban Thường vụ Quốc hội ban hành Nghị quyết số 1655/NQ-UBTVQH15 về việc sắp xếp các đơn vị hành chính cấp xã của tỉnh Cà Mau năm 2025 (nghị quyết có hiệu lực từ ngày 16 tháng 6 năm 2025). Theo đó, sáp nhập toàn bộ 36,6 km² diện tích tự nhiên, quy mô dân số là 7.707 người của xã Hiệp Tùng thuộc huyện Năm Căn; toàn bộ 66,9 km² diện tích tự nhiên, quy mô dân số là 6.403 người của xã Tam Giang Đông thuộc huyện Năm Căn vào toàn bộ 101,7 km² diện tích tự nhiên, quy mô dân số là 9.167 người của xã Tam Giang thuộc huyện Năm Căn.
Xã Tam Giang có 205,2 km² diện tích tự nhiên và quy mô dân số là 23.277 người.